# Hieracium phalarograptum
Hieracium phalarograptum là một loài thực vật có hoa trong họ Cúc. Loài này được (Zahn) Dahlst. mô tả khoa học đầu tiên năm 1925.